# Avgust Armin Leban
Avgust Armin Leban, slovenski skladatelj, učitelj in pedagoški pisec * 5. september 1847, Kanal ob Soči, † 30. maj 1879, Gorica.

## Življenjepis
Avgust Armin Leban, brat Antona in Janka Lebana, je po končani gimnaziji in maturi v Gorici (1867) v enem letu dokončal učiteljišče. Nato je bil 3 leta učitelj v Sovodnjah pri Gorici, nekaj mesecev v Ajdovščini, in 1872 v Gorici nasledil svojega očeta.
Glasbe se je učil v malem semenišču, v katerem je bil gojenec od 2. do končanega 7. razreda gimnazije, harmonijo in kontrapunkt pa ga je poučeval stolni orglar Schreiber.

## Delo
V prvih goriških letih je napisal pedagoške članke: Kako naj se otrok podučuje v svojem materinem jeziku (1873); Pismene vaje; Deček in deklica; Važnost deške in dekliške dobe za odgojo.
Leban je skladal cerkvene in svetne pesmi za moški in mešani zbor; med pesmimi pa prednjačijo svetne. Sam je izdal le par pesmi v Tomšičevem Vrtcu (1876). Po njegovi smrti je brat Janko izdal: Pet cerkvenih pesmi za moški zbor (Lj. 1880); Glasi s Primorja (svetni moški zbori, Novo mesto 1881); Skladbe Avgusta Armina Lebana, 3 zv. (mešani in moški zbori in 2 samospeva, Lj. 1883–1891); Pobožni vzdihi (latinska maša za mešani zbor in orgle, Lj. 1885).  Nekaj Avgustovih cerkvenih skladb je brat Janko priredil in uvrstil v svoje zbirke; nekaj pa jih je ostalo še v rokopisu, nekatere pa so se med vojno izgubile.